# Chizuru Arai
Chizuru Arai –en japonés, 新井千鶴, Arai Chizuru– (1 de noviembre de 1993) es una deportista japonesa que compite en judo.
Participó en los Juegos Olímpicos de Tokio 2020, obteniendo dos medallas, oro en la categoría de –70 kg y plata en el equipo mixto. Ganó dos medallas de oro en el Campeonato Mundial de Judo, en los años 2017 y 2018, y una medalla de plata en los Juegos Asiáticos de 2014.

## Palmarés internacional
| Juegos Olímpicos   | Juegos Olímpicos        | Juegos Olímpicos | Juegos Olímpicos |
| Año                | Lugar                   | Medalla          | Categoría        |
| ------------------ | ----------------------- | ---------------- | ---------------- |
| 2020               | Tokio (Japón)           | Medalla de oro   | –70 kg           |
| 2020               | Tokio (Japón)           | Medalla de plata | Equipo mixto     |
| Campeonato Mundial |                         |                  |                  |
| Año                | Lugar                   | Medalla          | Categoría        |
| 2017               | Budapest (Hungría)      | Medalla de oro   | –70 kg           |
| 2018               | Bakú (Azerbaiyán)       | Medalla de oro   | –70 kg           |
| Juegos Asiáticos   |                         |                  |                  |
| Año                | Lugar                   | Medalla          | Categoría        |
| 2014               | Incheon (Corea del Sur) | Medalla de plata | –70 kg           |